# Gilles-René Héliand
Pour les articles homonymes, voir Heliand (homonymie).
Gilles-René Héliand est un homme politique français né le 8 octobre 1736 à Vivoin (Sarthe) et décédé le 7 mai 1789 à Versailles (Yvelines).
Changeur du roi au Mans, il est député du tiers état aux États généraux de 1789 pour la sénéchaussée du Maine. Il meurt quelques jours après l'ouverture de la session.

## Sources
- « Gilles-René Héliand », dans Adolphe Robert et Gaston Cougny, Dictionnaire des parlementaires français, Edgar Bourloton, 1889-1891 [détail de l’édition]